# Oh! Production
Oh! Production (オープロダクション, Ō Purodakushon) est un studio d'animation japonais fondé en mai 1970. Le siège social de l'entreprise est situé dans le quartier d'Amanuma, à Suginami, Tokyo.

## Filmographie

### Production
- Furiten-kun (en) (film, 1981)
- Goshu le violoncelliste (film, 1982)
- Devilman: Tanjō-hen (1987, OVA)
- Devilman: Kaichō Shireinu-hen (1995, OVA)
- Fair, then Partly Piggy (en) (film, 1988)
- La Maison en petits cubes (film, 2008)

### Assistance d'animation (non exhaustif)
Cette section regroupe les œuvres auxquelles le studio a participé. Liste complète sur IMDb.

#### Séries télévisées d'animation
- Les Attaquantes (avec Tokyo Movie Shinsha, 1969–1971)
- Lupin III (Tokyo Movie Shinsha, 1971–1972)
- Flanders no inu (avec Nippon Animation, 1975)
- Conan, le fils du futur (avec Nippon Animation, 1978)
- Doraemon (avec Shin'ei Doga, 1979–2005)
- Makiba no Shōjo Katori (avec Nippon Animation, 1984)
- Idol Angel Yōkoso Yōko (1990–1991)
- Chibi Maruko-chan (avec Nippon Animation, 1990–1992, 1995–présent)
- Shin-chan (1992–present)
- Tico et ses amis (avec Nippon Animation, 1994)
- Fushigi Yugi (1995–1996)
- Neon Genesis Evangelion (avec Gainax/Tatsunoko, 1995–1996)
- Adrien le sauveur du monde (avec Sunrise, 1997–1998)
- Chūka Ichiban! (en) (1997–1998)
- D4 Princess (en) (1999)
- Project ARMS (2001)
- Shaman King (2001–2002)
- Atashin'chi (en) (2002–2009)
- Di Gi Charat Nyo! (en) (2003–2004)
- Fullmetal Alchemist (2003–2004)
- Magical Canan (en) (2005)
- Blood+ (2005–2006)
- La Fille des enfers (2005–2006)
- Kekkaishi (2006–2008)

#### OVA
- CB Chara Nagai Go World (en) (1991)

#### Jeu vidéo
- Tales of Symphonia (2003)

#### Films d'animation
- Le Château de Cagliostro (1979)
- Nausicaä de la vallée du vent (1984)
- Le Château dans le ciel (1986)
- Le Tombeau des lucioles (1988)
- Kiki la petite sorcière (1989)
- Goldfish Warning! (en) (1992)
- Hashire Melos! (en) (1992)
- New Kimagure Orange Road: Summer's Beginning (1996)
- Crayon Shin-chan: Mission: 1000bolts!! Pig's Hoof's Secret Mission!! (1998)
- Détective Conan : La Quatorzième Cible (1998)
- Digimon Adventure 02: Diablomon Strikes Back (2001)
- Metropolis (2001)
- Le Voyage de Chihiro (2001)
- Atashin'chi (en) (2003)
- Doraemon: Nobita and the Wind Wizard (2003)
- Crayon Shin-chan: Glorious Grilled Meat Road (2003)
- Doraemon: Nobita in the Wan-Nyan Spacetime Odyssey (en) (2004)
- Crayon Shin-chan: The Kasukabe Boys of the Evening Sun (2004)
- Crayon Shin-chan: Buri Buri 3 Minutes Charge (2005)
- Doraemon: Nobita's Dinosaur 2006 (en) (2006)
- La Traversée du temps (2006)